# Bataille de Keramaia
Guerres arabo-byzantines
Batailles
- Mu'tah (629)
- Ajnadayn (634)
- Damas (634)
- Fahl (635)
- Yarmouk (636)
- Jérusalem (636-637)

- Héliopolis (640)
- Nikiou (646)

- Sufétula (647)
- Tahouda (683)
- Mammès (688)
- Carthage (698)
- Oued Nini (698)

- 1re Constantinople (674-678)
- Sébastopolis (692)
- Tyane (~708)
- 2e Constantinople (717-718)
- Andrinople (718)
- Nicée (727)
- Akroinon (740)

- Kamacha (766)
- Invasion de l'Asie Mineure (782)
- Kopidnadon (788)
- Krasos (804)
- Invasion de l'Asie Mineure (806)
- Anzen (838)
- Amorium (838)
- Mauropotamos (844)
- Poson (863)
- Bathys Ryax (872 ou 878)

- Syracuse (877-878)
- Stelai ou 1re Milazzo (880)
- 2e Milazzo (888)
- Taormine (902)
- Garigliano (915)
- Détroit (965)
- Georges Maniakès en Sicile (1038-1040)

- Phœnix de Lycie (655)
- Keramaia (746)
- Conquête musulmane de la Crête (années 820)
- Damiette (853)
- Raguse (866-868)
- Kardia (~872-873)
- Golfe de Corinthe (~873)
- Céphalonie (880)
- Chalcis (~883)
- Thessalonique (904)

- Portes ciliciennes (878)
- Campagnes de Jean Kourkouas (926-944)
- Marach (953)
- Raban (958)
- Andrassos (960)
- Campagnes de Nicéphore II Phocas (956-969)
- Chandax (960-961)
- Alexandrette (971)
- Campagnes de Jean Tzimiskès (~950-975)
- Gués de l'Oronte (994)
- Alep (994-995)
- Apamée (998)
- Campagnes de Basile II (979-999)
- Azâz (1030)

La bataille de Keramaia est une victoire navale majeure de l'Empire byzantin sur la flotte égyptienne du Califat omeyyade à Chypre en 746. Elle marque le début d'une période de déclin de la flotte égyptienne et la fin des expéditions navales contre les possessions byzantines.

## Bataille
La bataille est mentionnée dans les écrits de l'historien byzantin Théophane le Confesseur, du patriarche Nicéphore Ier de Constantinople et d'Anastase le bibliothécaire. Selon ces sources, la flotte égyptienne fait voile depuis Alexandrie jusqu'à Chypre. Le stratège du thème byzantin de Cibyrrhéotes réussit à surprendre les Arabes et à les bloquer à l'entrée du port de Keramaia. Théophane indique que la quasi-totalité de la flotte arabe est détruite par une flotte byzantine composée d'un millier de dromons, ce qui semble être une exagération, alors qu'Anastase parle de façon plus plausible de trente vaisseaux arabes détruits lors de la bataille. Selon Théophane, « seuls trois navires arabes purent s'échapper ».

## Conséquences
Cette défaite écrasante pour les Ommeyades marque le début d'une période de déclin de la marine égyptienne: après cette bataille, la flotte égyptienne n'est plus mentionnée jusqu'à la seconde moitié du IXe siècle et le sac de Damiette. Plusieurs chercheurs, au premier rang desquels se trouve E. W. Brooks  supposent que durant toute cette période, il n'y avait plus de marine égyptienne à proprement parler, mais cette affirmation semble erronée. Les sources arabes et coptes mentionnent clairement la présence d'un arsenal à Fostat et une activité navale en Égypte tout au long de la période. L’Égypte cessa néanmoins d'être une base importante d'expéditions navales contre Byzance au cours de cette période.

## Sources
- (en) Cet article est partiellement ou en totalité issu de l’article de Wikipédia en anglais intitulé « Battle of Keramaia » (voir la liste des auteurs).
- (en) Theophanes (trad. Cyril Mango et Roger Scott), The chronicle of Theophanes Confessor : Byzantine and Near Eastern history, AD 284-813, Oxford New York, Clarendon Press Oxford University Press, 1997, 744 p. (ISBN 978-0-19-822568-3).
- Kubiak, Władyslaw B. (1970). "The Byzantine Attack on Damietta in 853 and the Egyptian Navy in the 9th Century". Byzantion. 40: 45–66.  (ISSN 0378-2506) (OCLC 654334723)
- (en) Timothy Venning et Jonathan Harris (introduction), A chronology of the Byzantine Empire, Basingstoke England New York, Palgrave Macmillan, 2006, 817 p. (ISBN 978-1-4039-1774-4)